# Thiron-Gardais
Pour les articles homonymes, voir Tiron.
Thiron-Gardais est une commune française située dans le département d'Eure-et-Loir en région Centre-Val de Loire.

## Géographie

### Situation

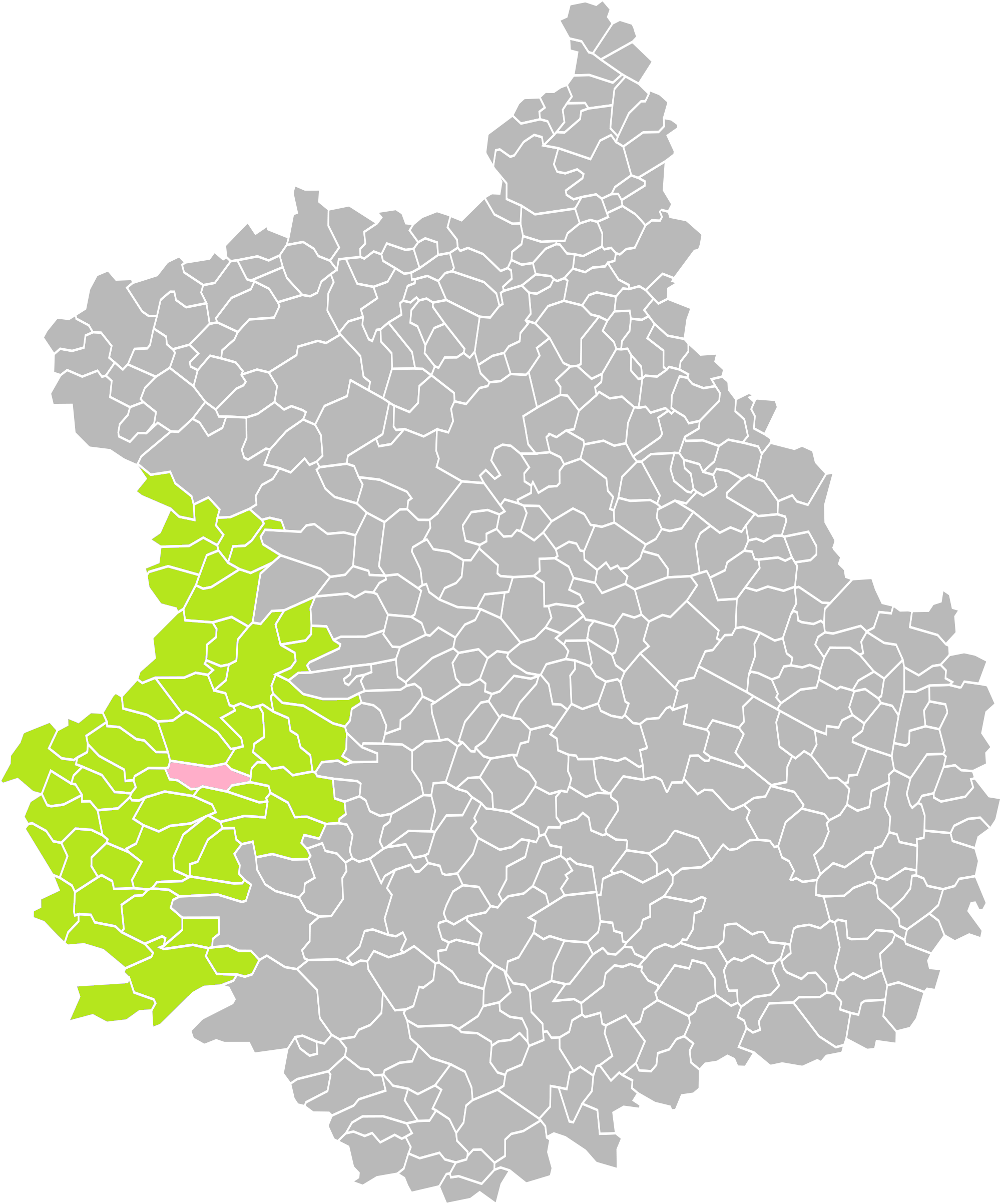
Position de Thiron-Gardais (rouge) dans l'arrondissement de Nogent-le-Rotrou (vert) et le département d'Eure-et-Loir (gris).

Thiron-Gardais est un bourg du Perche qui se trouve à environ 10 km à l'est de Nogent-le-Rotrou et 40 au sud-ouest de Chartres.
Il est situé au cœur du parc naturel régional du Perche.
Le nouveau tracé du sentier de grande randonnée GR 35 passe dans le village.

### Communes limitrophes
Les communes limitrophes sont  Arcisses, Chassant, Combres, La Croix-du-Perche, La Gaudaine, Montigny-le-Chartif et Saintigny.
| Brunelles     | Saint-Denis-d'Authou | Combres             |
| La Gaudaine   | Thiron-Gardais       | Montigny-le-Chartif |
| Argenvilliers | La Croix-du-Perche   | Chassant            |

### Relief et hydrographie

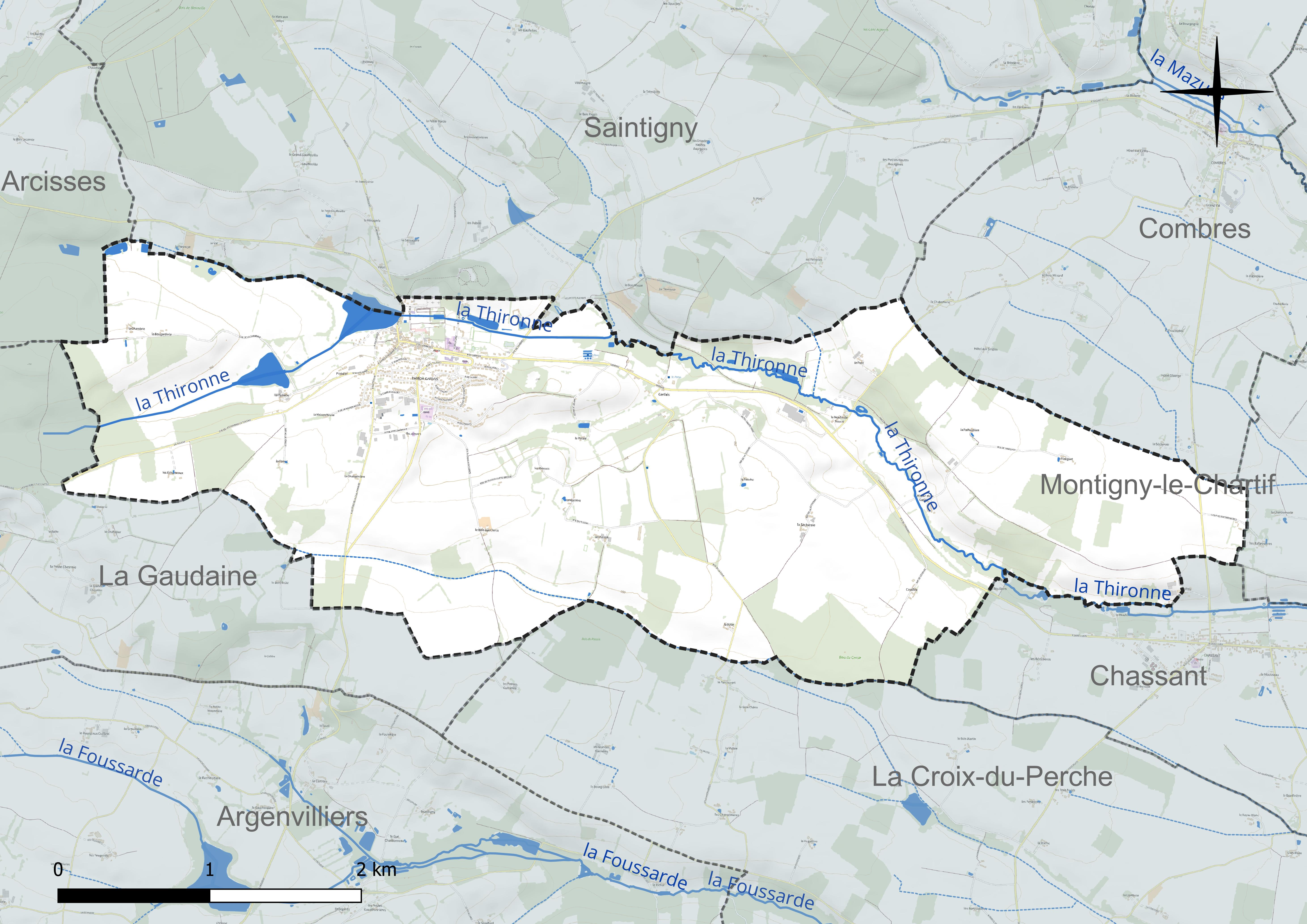
Carte hydrographique de la commune.

La commune est traversée par la rivière Thironne, affluent en rive droite du Loir, lui-même sous-affluent de la Loire par la Sarthe et la Maine.

### Climat
Pour des articles plus généraux, voir Climat du Centre-Val de Loire et Climat d'Eure-et-Loir.
En 2010, le climat de la commune est de type climat océanique dégradé des plaines du Centre et du Nord, selon une étude du CNRS s'appuyant sur une série de données couvrant la période 1971-2000. En 2020, Météo-France publie une typologie des climats de la France métropolitaine dans laquelle la commune est exposée à un climat océanique altéré et est dans la région climatique Normandie (Cotentin, Orne), caractérisée par une pluviométrie relativement élevée (850 mm/a) et un été frais (15,5 °C) et venté.
Pour la période 1971-2000, la température annuelle moyenne est de 9,8 °C, avec une amplitude thermique annuelle de 14,7 °C. Le cumul annuel moyen de précipitations est de 787 mm, avec 11,8 jours de précipitations en janvier et 7,9 jours en juillet. Pour la période 1991-2020, la température moyenne annuelle observée sur la station météorologique de Météo-France la plus proche, sur la commune de Miermaigne à 7 km à vol d'oiseau, est de 11,1 °C et le cumul annuel moyen de précipitations est de 755,3 mm,. Pour l'avenir, les paramètres climatiques de la commune estimés pour 2050 selon différents scénarios d'émission de gaz à effet de serre sont consultables sur un site dédié publié par Météo-France en novembre 2022.

## Urbanisme

### Typologie
Au 1er janvier 2024, Thiron-Gardais est catégorisée bourg rural, selon la nouvelle grille communale de densité à 7 niveaux définie par l'Insee en 2022.
Elle est située hors unité urbaine. Par ailleurs la commune fait partie de l'aire d'attraction de Nogent-le-Rotrou, dont elle est une commune de la couronne,. Cette aire, qui regroupe 25 communes, est catégorisée dans les aires de moins de 50 000 habitants,.

### Occupation des sols

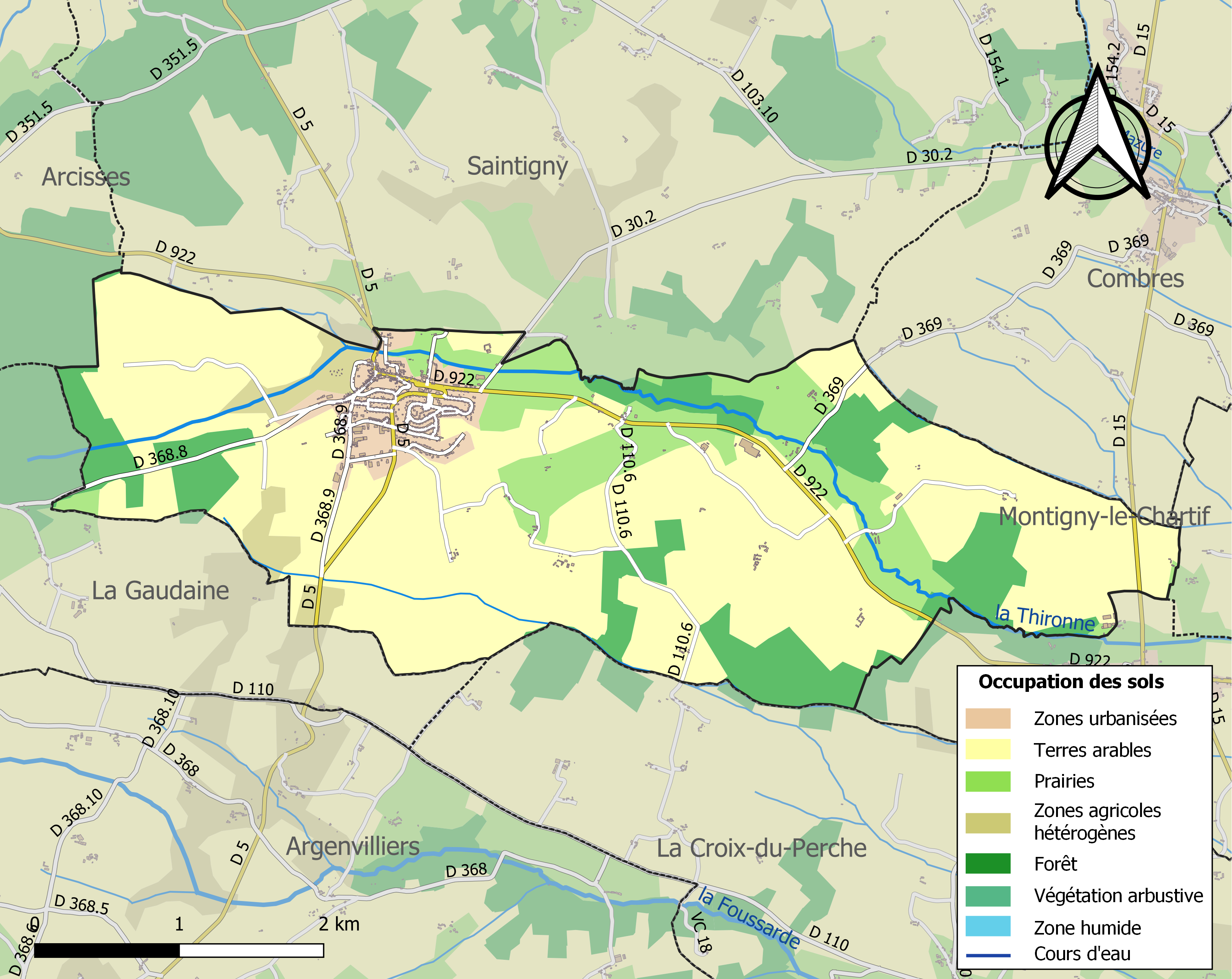
Carte des infrastructures et de l'occupation des sols de la commune en 2018 (CLC).

L'occupation des sols de la commune, telle qu'elle ressort de la base de données européenne d’occupation biophysique des sols Corine Land Cover (CLC), est marquée par l'importance des territoires agricoles (79,9 % en 2018), une proportion sensiblement équivalente à celle de 1990 (80,6 %). La répartition détaillée en 2018 est la suivante : 
terres arables (63,5 %), forêts (14,7 %), prairies (13,3 %), zones urbanisées (5,3 %), zones agricoles hétérogènes (3,2 %). L'évolution de l’occupation des sols de la commune et de ses infrastructures peut être observée sur les différentes représentations cartographiques du territoire : la carte de Cassini (XVIIIe siècle), la carte d'état-major (1820-1866) et les cartes ou photos aériennes de l'IGN pour la période actuelle (1950 à aujourd'hui).

### Risques naturels et technologiques
Le territoire de la commune de Thiron-Gardais est vulnérable à différents aléas naturels : météorologiques (tempête, orage, neige, grand froid, canicule ou sécheresse), inondationset séisme (sismicité très faible). Il est également exposé à un risque technologique, le transport de matières dangereuses. Un site publié par le BRGM permet d'évaluer simplement et rapidement les risques d'un bien localisé soit par son adresse soit par le numéro de sa parcelle.

### Habitat et logement
En 2020, le nombre total de logements dans la commune était de 566, alors qu'il était de 533 en 2015 et de 569 en 2010.
Parmi ces logements, 79,3 % étaient des résidences principales, 5,5 % des résidences secondaires et 15,2 % des logements vacants. Ces logements étaient pour 87,7 % d'entre eux des maisons individuelles et pour 11,5 % des appartements.
Le tableau ci-dessous présente la typologie des logements à Thiron-Gardais en 2020 en comparaison avec celle d'Eure-et-Loir et de la France entière. Une caractéristique marquante du parc de logements est ainsi une proportion de résidences secondaires et logements occasionnels (5,5 %) inférieure à celle du département (5,8 %) et  à celle de la France entière (9,7 %). Concernant le statut d'occupation de ces logements, 52,5 % des habitants de la commune sont propriétaires de leur logement (49,9 % en 2015), contre 66,2 % pour d'Eure-et-Loir et 57,5 pour la France entière.
| Typologie                                               | Thiron-Gardais | Eure-et-Loir | France entière |
| ------------------------------------------------------- | -------------- | ------------ | -------------- |
| Résidences principales (en %)                           | 79,3           | 85,3         | 82,1           |
| Résidences secondaires et logements occasionnels (en %) | 5,5            | 5,8          | 9,7            |
| Logements vacants (en %)                                | 15,2           | 8,9          | 8,2            |

#### Risques naturels
Certaines parties du territoire communal sont susceptibles d’être affectées par le risque d’inondation par débordement de cours d'eau, notamment le Thironne. La commune a été reconnue en état de catastrophe naturelle au titre des dommages causés par les inondations et coulées de boue survenues en 1999,.

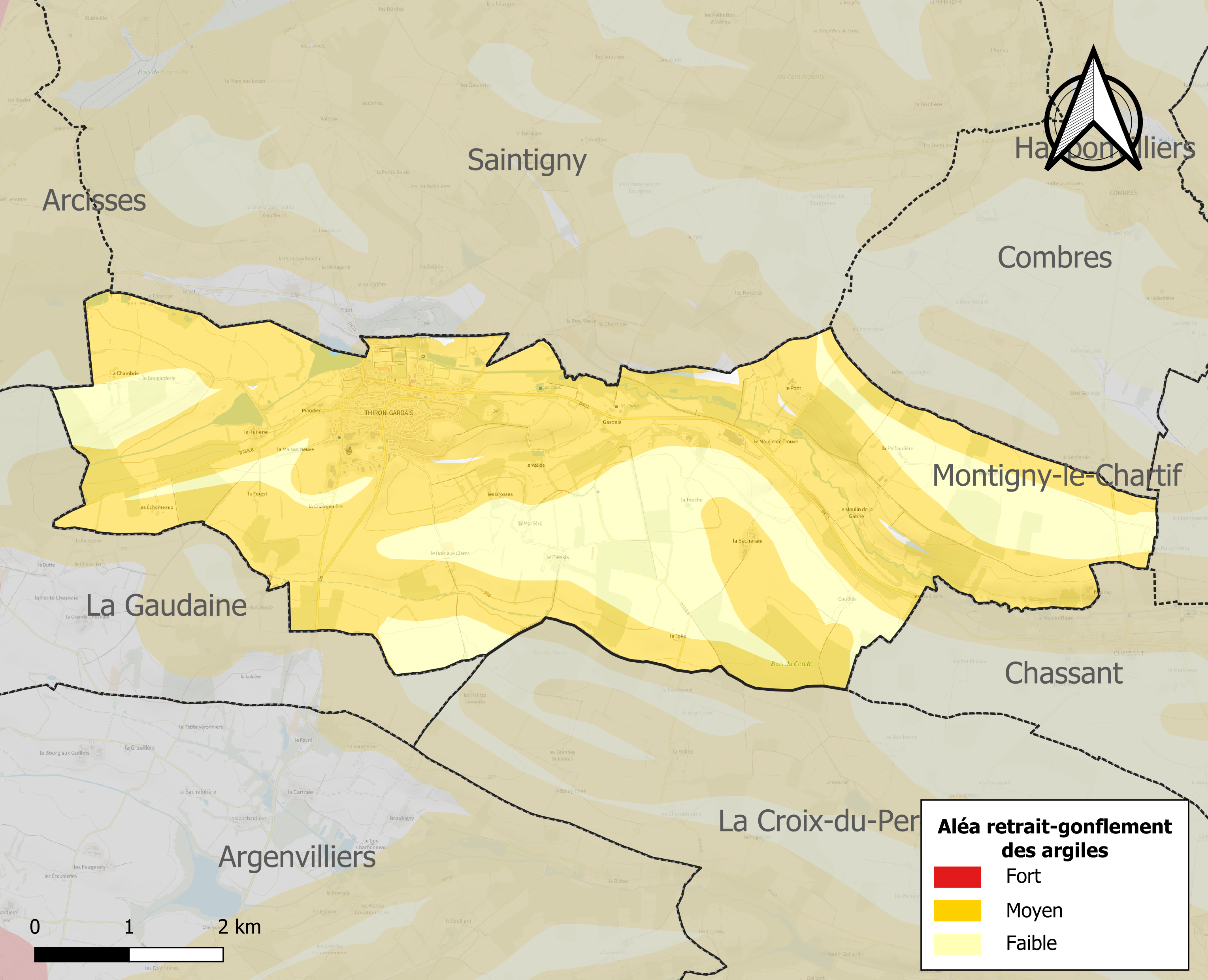
Carte des zones d'aléa retrait-gonflement des sols argileux de Thiron-Gardais.

Le retrait-gonflement des sols argileux est susceptible d'engendrer des dommages importants aux bâtiments en cas d’alternance de périodes de sécheresse et de pluie. 69,9 % de la superficie communale est en aléa moyen ou fort (52,8 % au niveau départemental et 48,5 % au niveau national). Sur les 516 bâtiments dénombrés sur la commune en 2019, 502 sont en aléa moyen ou fort, soit 97 %, à comparer aux 70 % au niveau départemental et 54 % au niveau national. Une cartographie de l'exposition du territoire national au retrait gonflement des sols argileux est disponible sur le site du BRGM,.
Concernant les mouvements de terrains, la commune a été reconnue en état de catastrophe naturelle au titre des dommages causés par des mouvements de terrain en 1999.

#### Risques technologiques
Le risque de transport de matières dangereuses sur la commune est lié à sa traversée par des infrastructures routières ou ferroviaires importantes ou la présence d'une canalisation de transport d'hydrocarbures. Un accident se produisant sur de telles infrastructures est en effet susceptible d’avoir des effets graves au bâti ou aux personnes jusqu’à 350 m, selon la nature du matériau transporté. Des dispositions d’urbanisme peuvent être préconisées en conséquence.

## Toponymie
Thiron est attesté sous les formes Tyronium vers 1120, Tyrum vers 1150, Tiron ou Perche en 1383 (ch. de l’abb. de Thiron), Tiro vers 1250 (pouillé), Thiron en 1793, Thiron-de-Gardais en 1801, Thiron-Gardais en 1987.

La toponymie actuelle orthographie Thiron avec un "h" (alors que les chartes latines l'omettent), comme la rivière Thironne, qui  sillonne le territoire d’ouest en est.
Gardais est attesté sous la forme Gardiensis parrochia en 1113, puis Gardais jusqu'en 1774. Sens probable : « poste de garde », « petite forteresse ».
La commune de Thiron est instituée par la Révolution française en 1790. Elle prend le nom de « Thiron-Gardais » en 1987, en raison du hameau limitrophe de Gardais

## Histoire

### Moyen Âge

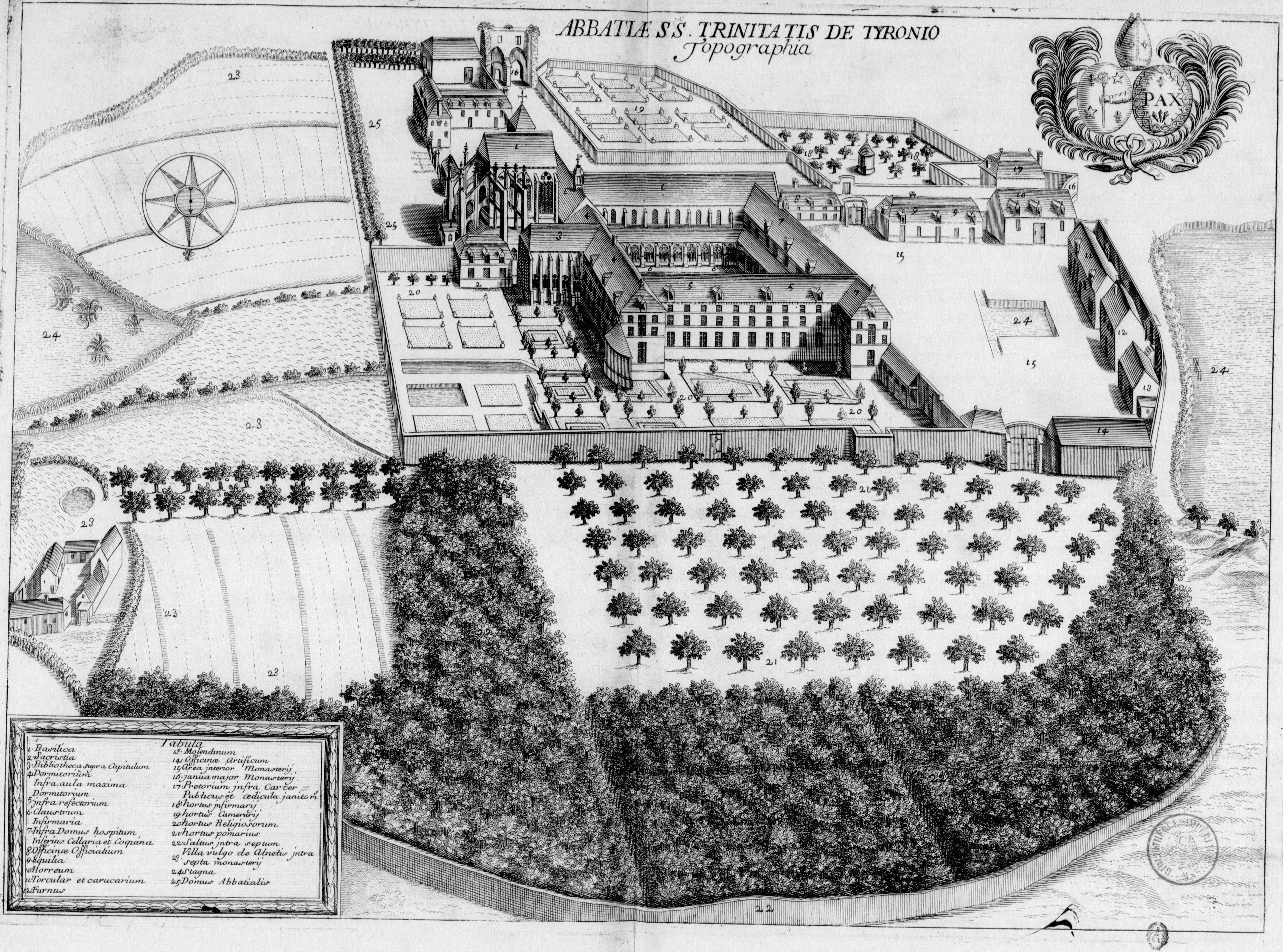
Gravure représentant l'abbaye (XVIIe siècle).

Aux portes du Perche, le bourg de Thiron-Gardais est né de l'implantation d'une abbaye fondée par Bernard de Ponthieu, né dans le comté du même nom. L'ancienne abbaye de la Sainte-Trinité de Tiron exerce son influence dans toute la moitié nord de la France, en Angleterre, en Irlande et jusqu’aux Hautes-Terres d’Écosse.
En effet, au XIIe siècle, alors que l’abbaye de Tiron est en construction depuis 1114, son rayonnement est tel qu’elle reçoit de nombreux dons et exerce son autorité sur vingt-deux abbayes et plus d’une centaine de prieurés. L’ordre de Tiron suit la stricte observance de la règle de saint Benoît.

### Temps modernes
Avec l’ouverture d’un collège classique puis militaire au XVIIe siècle, des auberges et des commerces se développent autour de l’abbaye, jusqu’à former le village de Thiron-Gardais.

### Époque contemporaine
Durant la guerre franco-allemande de 1870, le 17 novembre se déroule l'affaire de Thiron-Gardais, où est engagé le 30e régiment provisoire formé de la garde nationale mobile de la Manche[réf. nécessaire].
En 1899 est mise en service par l'administration des chemins de fer de l'État  la gare de Thiron-Gardais sur la ligne de Brou à La Loupe, facilitant les déplacememnts des personnes et le transport des marchandises. Le service voyageur cesse en 1936 ou 1938, remplacé par des autocars, puis le service fret en 1971.  Les rails sont déposés en 1973 et la gare est devenue une habitation,,.
La prospérité et le rayonnement de l'abbaye sont tombés dans l’oubli et il ne reste pour témoin que la longue nef romane de l’église abbatiale, la grange aux dîmes, le collège militaire et les dépendances, mais son histoire est partout et les jardins du parc de l'abbaye sont marqués de la présence de l’Ordre à travers le potager des simples, celui des aromates, l'allée des tilleuls, au coin du vivier ou sur la terrasse des fruitiers.
La commune accueille de 1968 à 1974 une usine Alpine à l'initiative de Jean Rédélé et de son maire, Philippe Lamirault

## Politique et administration

### Rattachements administratifs et électoraux

#### Rattachements administratifs
La commune se trouve depuis 1943 dans l'arrondissement de Nogent-le-Rotrou du département de l'Eure-et-Loir.
Elle était depuis 1793  le chef-lieu du canton de Thiron-Gardais. Dans le cadre du redécoupage cantonal de 2014 en France, cette circonscription administrative territoriale a disparu, et le canton n'est plus qu'une circonscription électorale.

#### Rattachements électoraux
Pour les élections départementales, la commune fait partie depuis 2014 du canton de Nogent-le-Rotrou
Pour l'élection des députés, elle fait partie de la troisième circonscription d'Eure-et-Loir.

### Intercommunalité
Thiron-Gardais était le siège de la petite communauté de communes du Perche thironnais, un établissement public de coopération intercommunale (EPCI) à fiscalité propre créé en 2005 et auquel la commune avait transféré un certain nombre de ses compétences, dans les conditions déterminées par le code général des collectivités territoriales.
Dans le cadre des dispositions de la loi portant nouvelle organisation territoriale de la République du 7 août 2015, qui prévoit que les établissements publics de coopération intercommunale (EPCI) à fiscalité propre doivent avoir un minimum de 15 000 habitants, cette intercommunalité a fusionné avec sa voisine pour former, le 1er janvier 2017, la communauté de communes Terres de Perche, dont est désormais membre la commune.

### Liste des maires
| Période                                  | Période      | Identité                                  | Étiquette             | Qualité |
| ---------------------------------------- | ------------ | ----------------------------------------- | --------------------- | --- |
| Les données manquantes sont à compléter. |              |                                           |                       | |
|                                          |              |                                           |                       | |
| 1800                                     | 1815         | François Henri Michel Chedieu             |                       | Propriétaire Conseiller d'arrondissement Agent municipal de 1799 à 1800                                                                                  |
| 1815                                     | 1826         | Noël Gateau                               |                       | Huissier, propriétaire. |
| 1827                                     | 1828         | Charles Marie Etienne Robinet             |                       | Notaire |
| 1828                                     | 1832         | Louis Parfait Huerne                      |                       | Huissier, propriétaire, juge de paix Conseiller général de Thiron-Gardais (1833 → 1848)                                                                  |
| 1833                                     | 1833         | Louis Joseph Salmon                       |                       | Cafetier |
|                                          |              |                                           |                       | |
| 1842                                     |              | Ambroise Lefort                           |                       | Receveur de l'enregistrement et des domaines conseiller d'arrondissement de Thiron-Gardais (1836 → 1848)                                                 |
|                                          |              |                                           |                       | |
|                                          | 1850         | François Marcel Ducoeurjoly               |                       | Meunier, maître de poste Conseiller général de Thiron-Gardais (1848 → 1850) conseiller d'arrondissement de Thiron-Gardais (1833 → 1848) Mort en fonction |
| 1850                                     | 1853         | Louis Joseph Salmon                       |                       | Cafetier |
| 1853                                     | 1864         | Jean Hippolyte Victor Boutfol             |                       | Instituteur, percepteur des contributions directes |
| 1865                                     | 1870         | Théophile Arsène Gallot                   |                       | Marchand de fer Conseiller d'arrondissement. |
| 1870                                     | 1888         | Charles Oreste Soupey                     |                       | Propriétaire Conseiller d'arrondissement |
| 1888                                     | 1895         | Alfred Jacques Étienne Cornu              |                       | Notaire Conseiller d'arrondissement Vice-président du comité cantonal de la société de secours mutuels des instituteurs d'Eure-et-Loir                   |
| 1895                                     | 1900         | Louis François Émile Massot               |                       | Quincailler Conseiller général de Thiron-Gardais (1897 → 1910)                                                                                           |
| 1900                                     | 1904         | Justin Désiré Bachelot                    |                       | Propriétaire |
| 1904                                     | 1908         | Jacques Margoulieff                       |                       | Docteur en médecine |
| 1908                                     | 1912         | Félix Fernand Octave Pioerron de Mondesir |                       | Magistrat |
|                                          |              |                                           |                       | |
| 1918                                     | 1925         | Théophile Armand Guillaumin               |                       | Propriétaire, cultivateur Fait fonction de maire pendant 14 mois puis est élu maire en 1919.                                                             |
| 1925                                     | 1943         | Louis François Émile Massot               |                       | Quincaillier Conseiller général |
|                                          |              |                                           |                       | |
| 1951                                     | 1953         | Marcel Désiré Aristide Rouelle            |                       | Greffier de paix |
| 1953                                     | 1995         | Philippe Lamirault                        | Rad. puis MRG puis PS | Directeur commercial chez Renault Conseiller général de Thiron-Gardais(1967 → 1992)                                                                      |
| 1995                                     | 2001         | Lionel Bellina                            |                       | |
| 2001                                     | 2008         | Bernard Jégo                              |                       | Champion de France de course de demi-fond de 1946 à 1949                                                                                                 |
| 2008                                     | janvier 2024 | Victor Provôt                             | UDI puis Agir         | Chargé de communication à la mairie de Val-au-Perche Vice-président de la CC Terres de Perche ( ? → 2023) Démissionnaire                                 |
| mars 2024                                | En cours     | François Dordoigne                        |                       | |

### Instances de démocratie participative
Un conseil municipal d'enfants est organisé à Thiron-Gardais.

### Finances communales
Frappée par un lourd endettement, la commune s'est retrouvée placée sous la tutelle de la chambre régionale des comptes en 2022, et ne peut investir dans des travaux d'embellissement.

### Jumelages
| Ville | Ville      | Pays | Pays      | Période         |
| ----- | ---------- | ---- | --------- | --------------- |
|       | Ebenweiler |      | Allemagne | depuis mai 1974 |

Thiron-Gardais et Ebenweiler (Bade Wurttemberg) sont jumelés depuis mai 1974.

## Équipements et services publics
La commune s'est dotée d'une nouvelle mairie en 2023, aménagée dans les anciens locaux d'une agence bancaire. Toutefois, la salle du conseil municipal et la salle des mariages restent dans l'immeuble historique,.
La commune dispose d'une maison des services publics, bénéficiant d'assistantes sociales et de cyber emploi, abritée dans la grange aux dîmes, d'une salle associative (salle Jacques-Loizeleur), d'une médiathèque, d'une salle des fêtes.
Elle dispose également d'un terrain de football et plateau multi-sports, de deux terrains de tennis et un complexe sportif, ainsi qu'une piscine municipale, ouverte tous les jours en période estivale : activités aquagym, bébé nageur, femmes enceintes, scolaires.[réf. nécessaire]

### Enseignement
La commune met à disposition deux écoles et un restaurant scolaire.

### Postes et télécommunications
Une agence postale a été créée par la commune en remplacement du bureau de poste, et est installée dans les nouveaux locaux de la mairie.

### Justice, sécurité, secours et défense
La commune dispose d'un centre d’intervention de secours de sapeurs pompiers.
Une brigade de gendarmerie y est également implantée.

## Population et société

### Démographie
L'évolution du nombre d'habitants est connue à travers les recensements de la population effectués dans la commune depuis 1793. Pour les communes de moins de 10 000 habitants, une enquête de recensement portant sur toute la population est réalisée tous les cinq ans, les populations de référence des années intermédiaires étant quant à elles estimées par interpolation ou extrapolation. Pour la commune, le premier recensement exhaustif entrant dans le cadre du nouveau dispositif a été réalisé en 2008.

En 2022, la commune comptait 972 habitants, en évolution de −3,38 % par rapport à 2016 (Eure-et-Loir : −0,23 %, France hors Mayotte : +2,11 %).
| 1793 | 1800 | 1806 | 1821 | 1831 | 1836 | 1841 | 1846 | 1851 |
| ---- | ---- | ---- | ---- | ---- | ---- | ---- | ---- | ---- |
| 600  | 532  | 582  | 613  | 678  | 663  | 671  | 668  | 680  |

| 1856 | 1861 | 1866 | 1872 | 1876 | 1881 | 1886 | 1891 | 1896 |
| ---- | ---- | ---- | ---- | ---- | ---- | ---- | ---- | ---- |
| 621  | 610  | 630  | 600  | 571  | 570  | 615  | 597  | 593  |

| 1901 | 1906 | 1911 | 1921 | 1926 | 1931 | 1936 | 1946 | 1954 |
| ---- | ---- | ---- | ---- | ---- | ---- | ---- | ---- | ---- |
| 582  | 557  | 555  | 505  | 492  | 466  | 433  | 491  | 404  |

| 1962 | 1968 | 1975 | 1982  | 1990  | 1999  | 2006  | 2008  | 2013  |
| ---- | ---- | ---- | ----- | ----- | ----- | ----- | ----- | ----- |
| 571  | 616  | 854  | 1 019 | 1 171 | 1 121 | 1 103 | 1 098 | 1 050 |

| 2018 | 2022 | - | - | - | - | - | - | - |
| ---- | ---- | - | - | - | - | - | - | - |
| 985  | 972  | - | - | - | - | - | - | - |

### Manifestations culturelles et festivités
- 14 avril : Saint-Bernard de Tiron (1046-1117), fondateur de l’abbaye et de l’ordre de Tiron.
- Dimanche de Pâques : Pâques aux Jardins de l’abbaye, grande chasse à l’œuf, jeux...
- Premier week-end de juin : Rendez-vous aux Jardins.
- Week-end de Pentecôte (tous les deux ans depuis 2014) : Cel’Tiron Pentecôte Festival, Championnat Highland games France, musique et danses celtiques, village médiéval, marché artisanal, animations, rassemblement historique des anciens sites de l’ordre de Tiron...
- Dernier week-end de juin : Festival Vintage dans les jardins de l’abbaye.
- Tous les samedis soir du samedi le plus proche de la fête de la musique (21 juin) jusqu’au dernier samedi d’août : Les samedis de l’été dans le jardin Imbert.
- 13 juillet : retraite aux flambeaux et feu d’artifice' dans les jardins de l’abbaye.
- 14 juillet : Fête Nationale, brocante et vide-grenier dans les rues du bourg et salon du livre dans les jardins de l’auberge de l’abbaye.
- Troisième week-end de septembre : Journées Européennes du Patrimoine.
- Troisième week-end d’octobre : Rando Thi’Perche' (pédestre et VTT), Festival d’automne, dans les jardins de l’abbaye, animations, marché artisanal, fabrication de jus de pomme...

## Économie
Thiron-Gardais réunit :
- une vingtaine de commerces, artisans et services, dont une auberge et une maison de retraite faisant partie de la fondation Texier-Gallas ;
- la Société de Mécanique de Thiron-Gardais (SMTG) acquise en 1989 à Renault par le holding Bassano Industries[43]
- une usine du groupe Bertin Technologies[44].

## Culture locale et patrimoine

### Lieux et monuments
- Abbaye de la Sainte-Trinité de Tiron : 
L'abbaye est composée de l'église,  Classé MH (1912), des façades et toitures du presbytère,  Inscrit MH (1962), de la grange dîmière, du collège royal militaire, du pigeonnier, de la tour de guet, des communs et des vestiges,  Inscrit MH (2001)[45] : 
  - L'église abbatiale, dont la seconde tranche de restauration est engagée en 2024[46]
  - Collège royal et militaire  Inscrit MH (1962, 2001) : 
Créé en 1630, il abrite aujourd'hui un musée  créé par Stéphane Bern retraçant l'histoire des lieux et des personnages l'ayant fréquenté. Il est en cours de restauration et seules certaines salles sont accessibles au public[47].
  - Presbytère : 
Datant du XVIIe siècle, dans un premier temps officialité, puis demeure du prieur de l'abbaye de la Sainte-Trinité de Tiron, la commune achète le bâtiment en 1818 pour en faire le presbytère de la paroisse[48].
  - Grange aux dîmes : 
Cce bâtiment réhabilité en 2006, comme son nom l'indique servait de grange dîmière à l'abbaye au (XIIe siècle). La bâtisse est aujourd'hui un lieu proposant des services et des locaux très utiles aux thironnais : office de tourisme, entrée des jardins de l'abbaye, accueils d'évènements, d'expositions, de réunions, maison des services publics, cyber emploi, rencontres, activités diverses...

L'abbaye de la Sainte Trinité et ses annexes
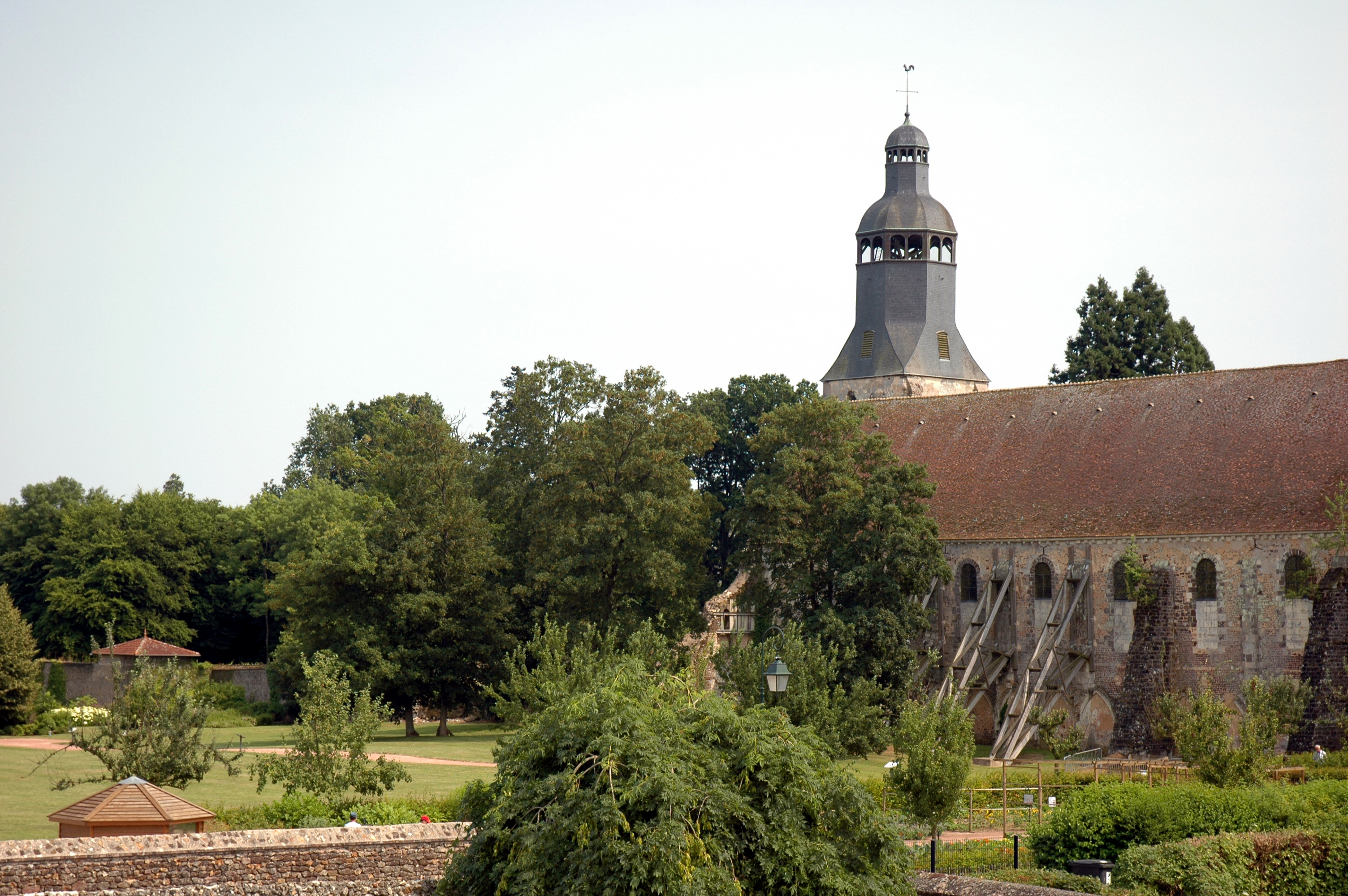
L'église vue du jardin.
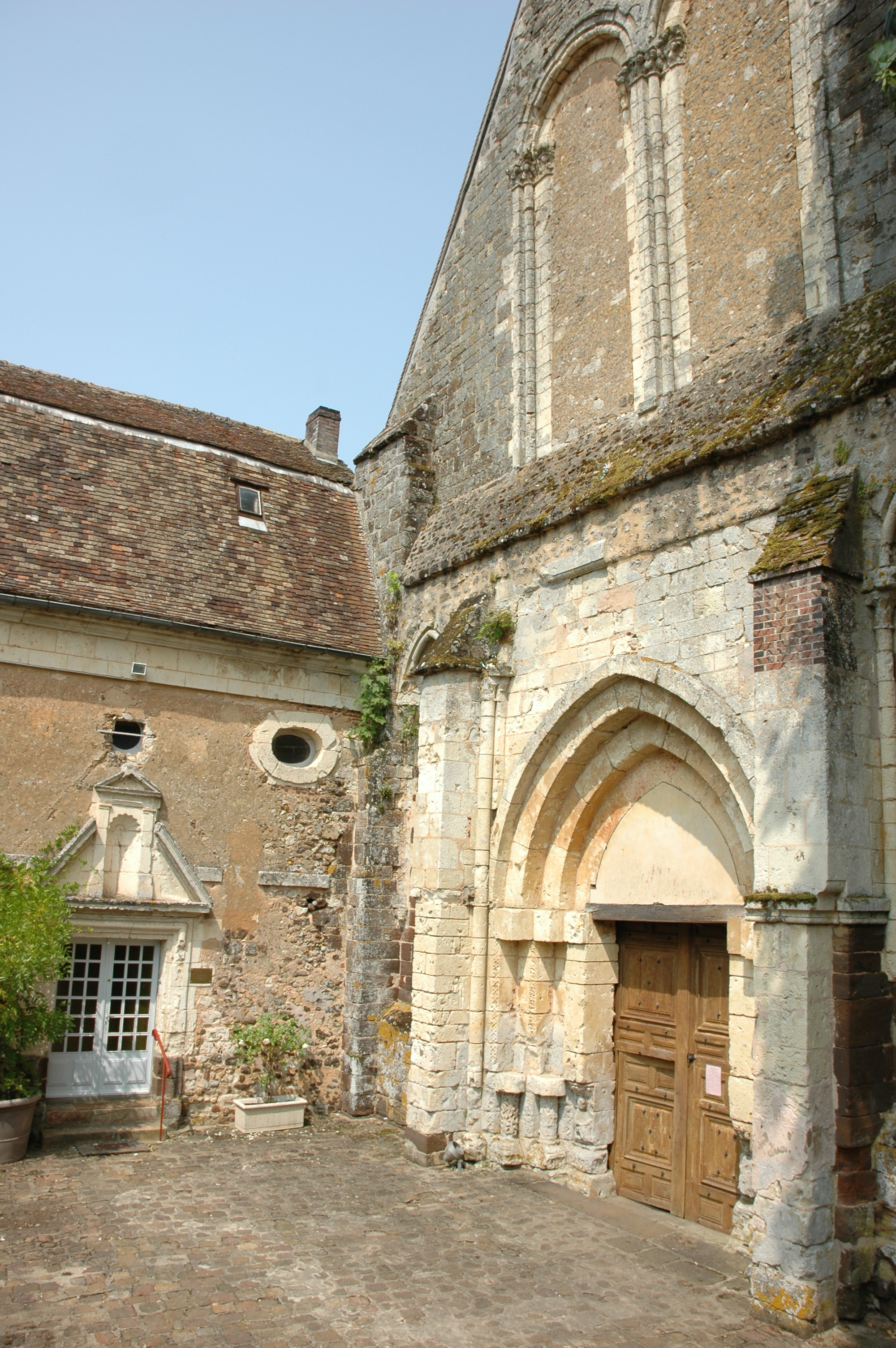
Le porche principal et le presbytère.
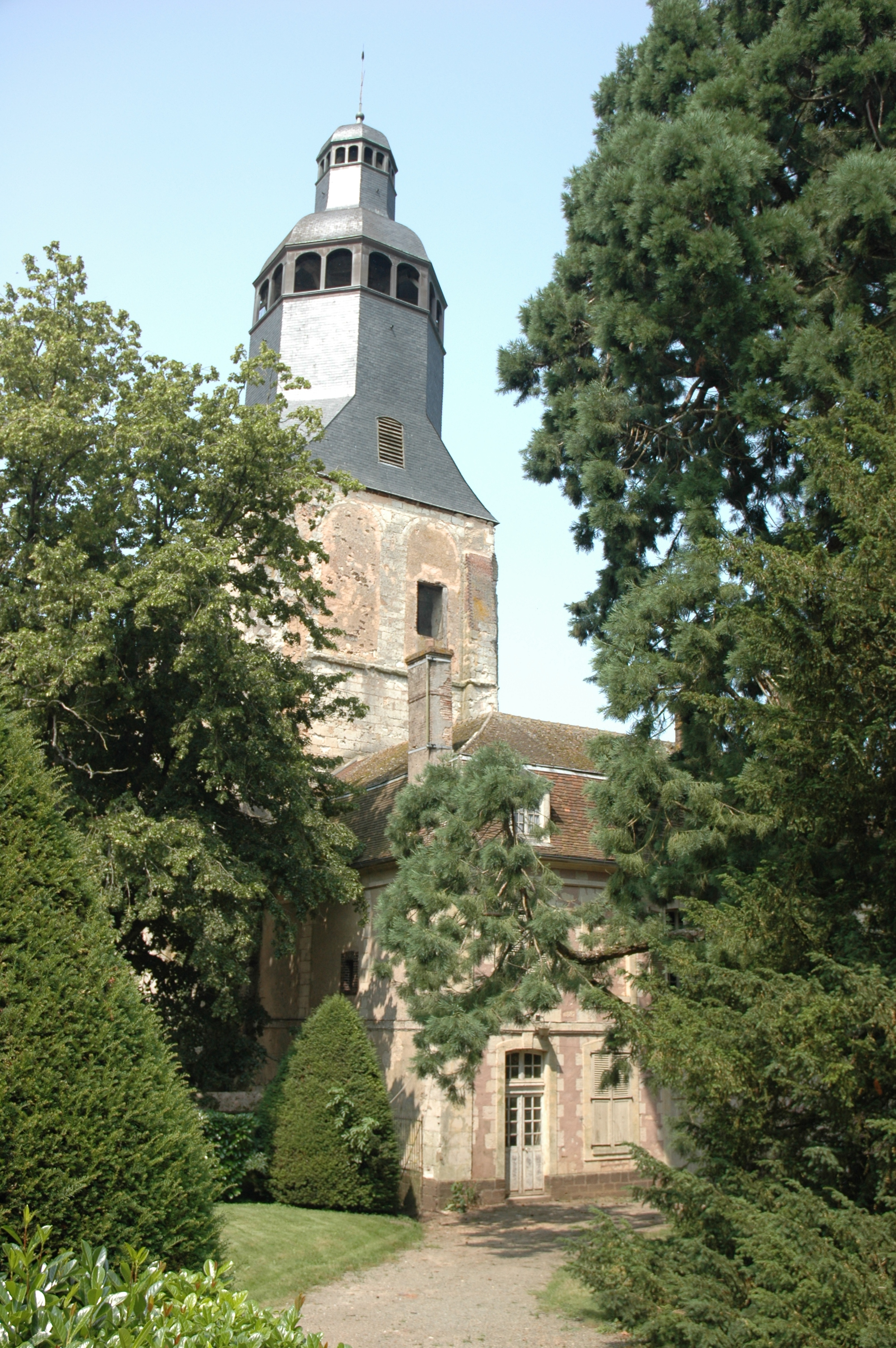
Le clocher.
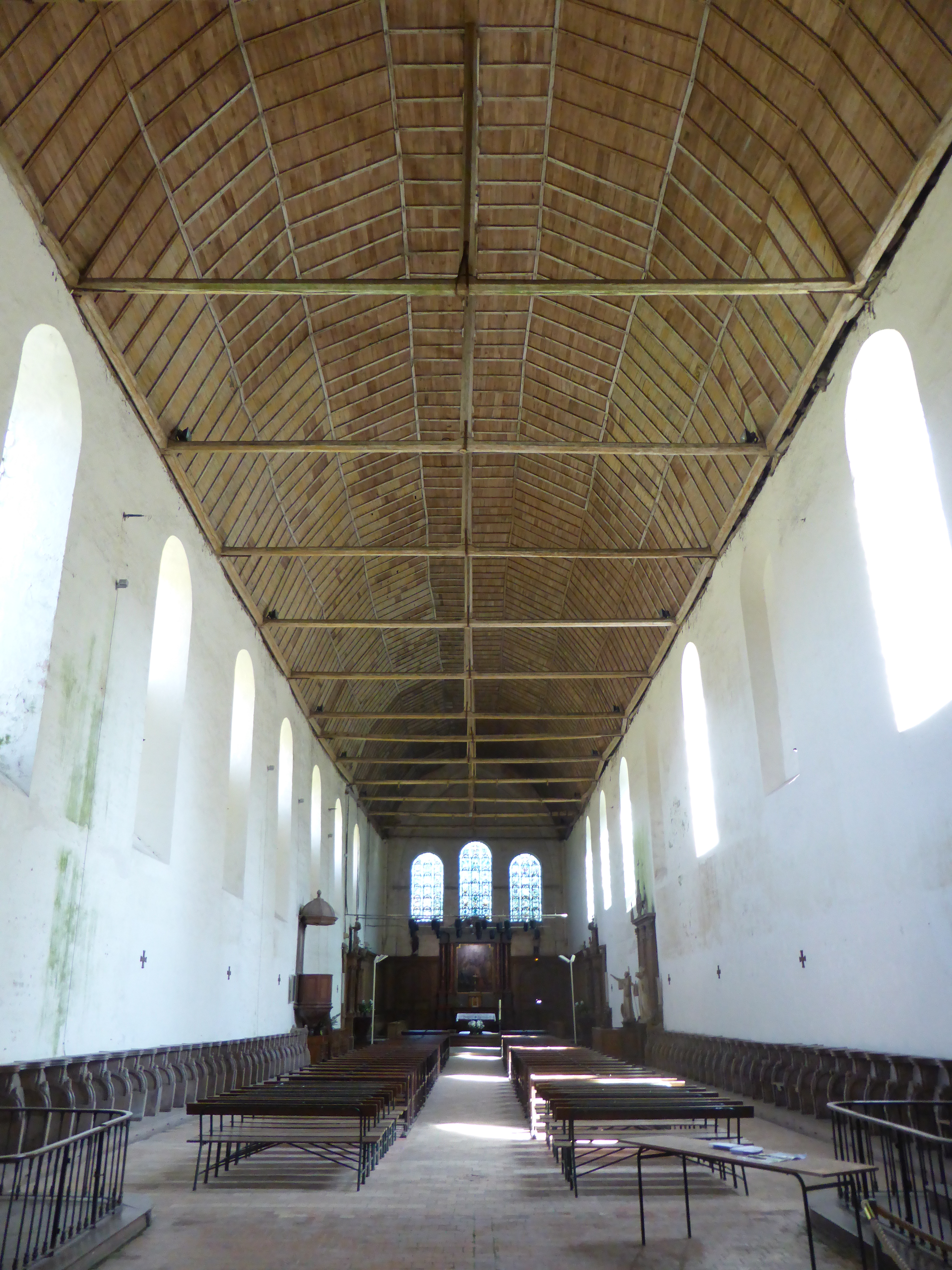
La nef de l'église.
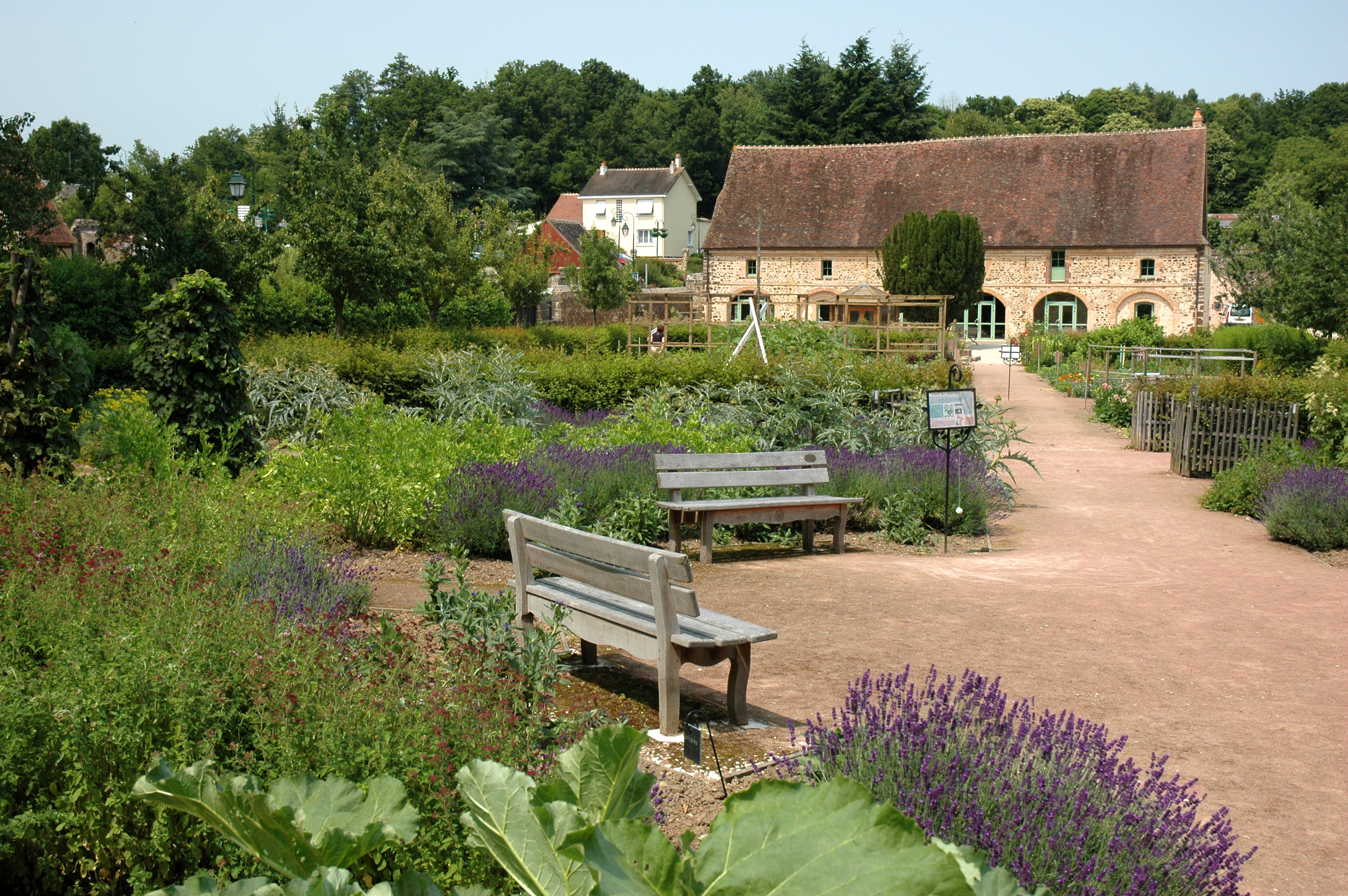
Le jardin de l'abbaye et la grange dîmière.
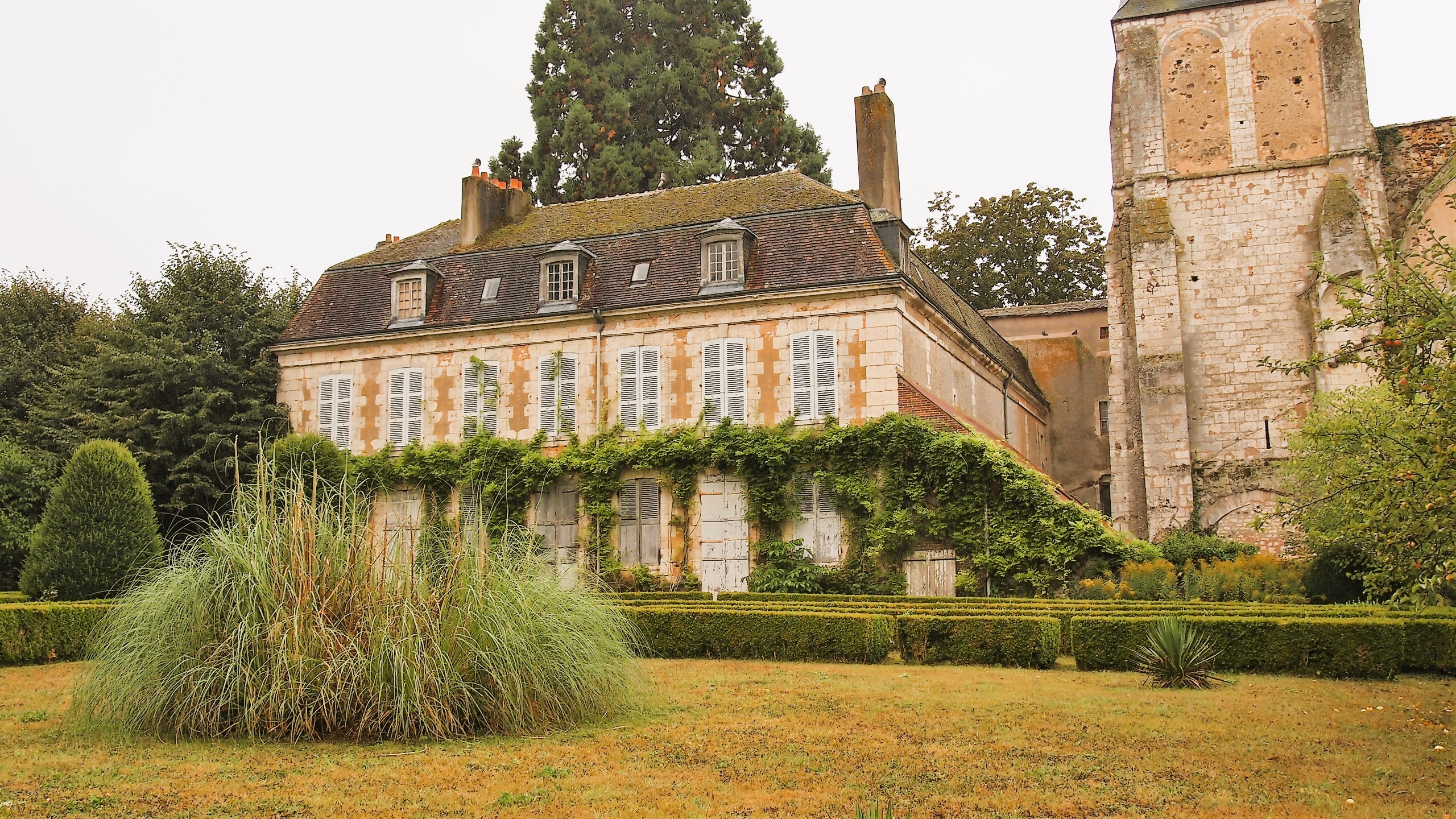
Le collège royal militaire et son jardin, septembre 2013

On peut également signaler : 

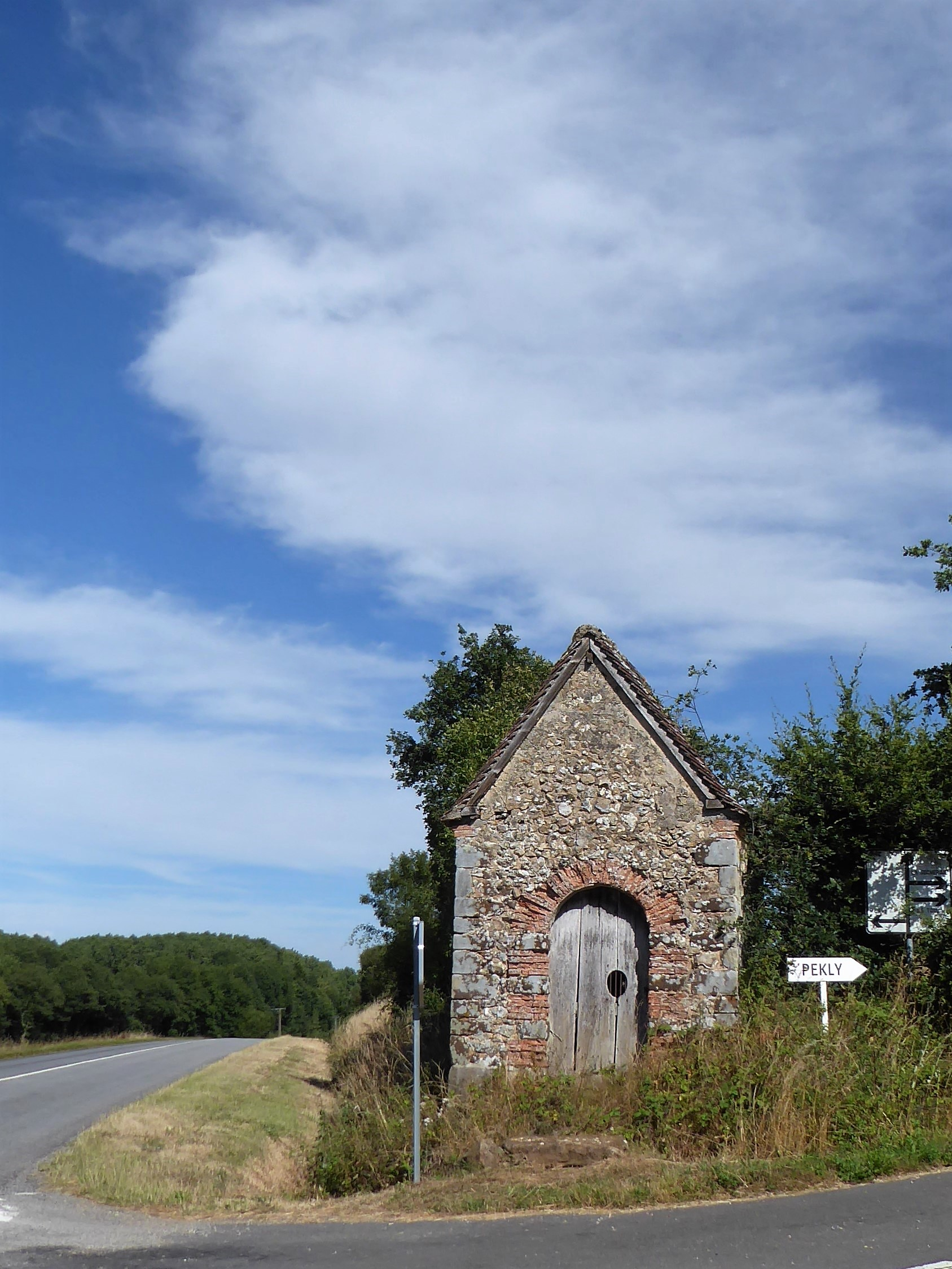
Chapelle de la Croix Saint-Jacques.

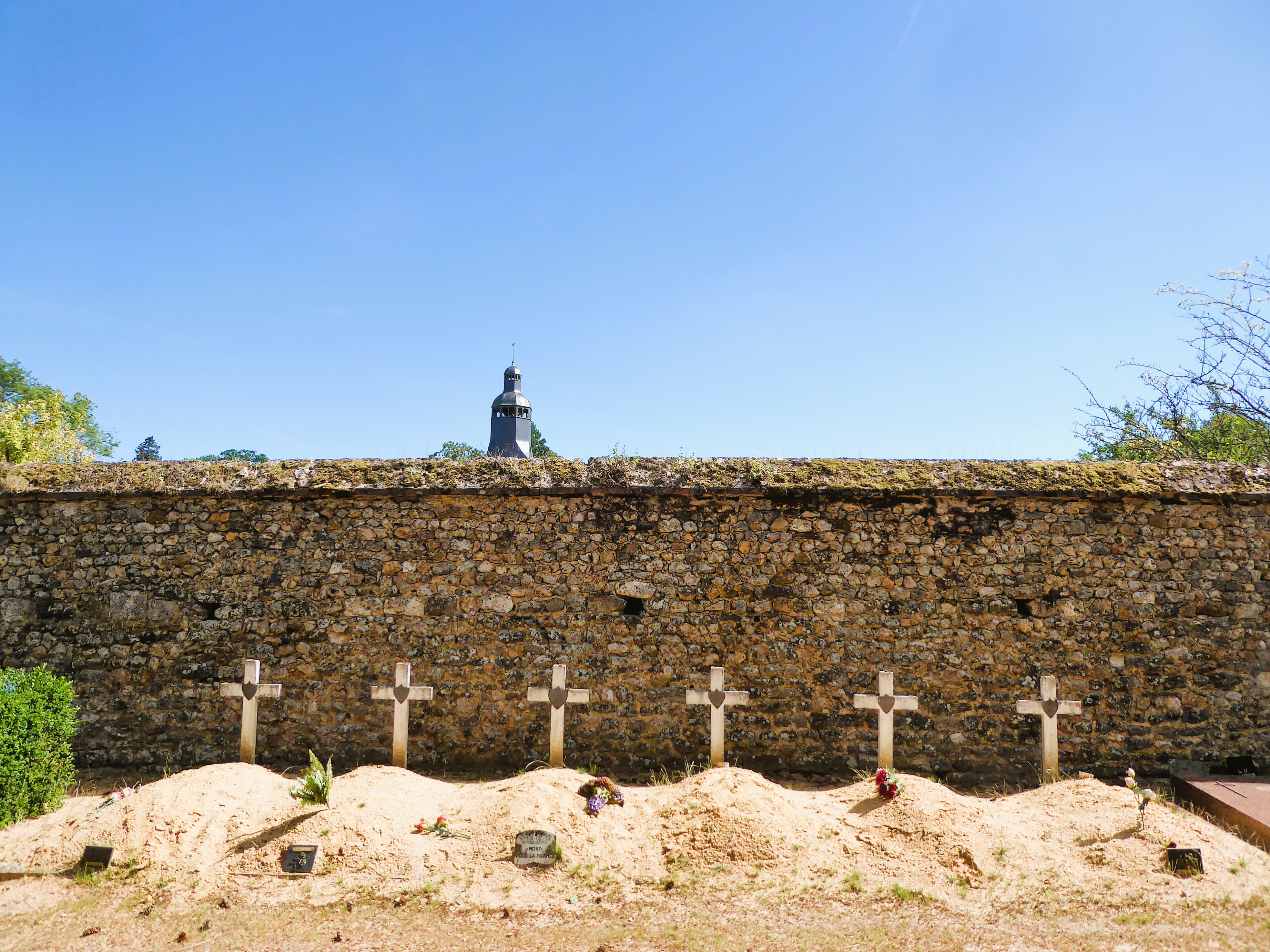
Sépultures des « Morts pour la France ».

- Chapelle Sainte-Anne des Bois, sur la route de la Gaudaine au bord de l'étang Sainte-Anne[49] ;
- Chapelle de la Croix Saint-Jacques à Gardais[49] ;
- Cimetière et sépultures des « Morts pour la France » ;
- Étang, avec la possibilité d'y pêcher : des chalets sont à la disposition des personnes voulant y passer la nuit ;
- Deux arbres remarquables :  le tilleul, un arbre de la liberté planté dans les jardins de l’abbaye, et le séquoia géant du Collège royal et militaire[20].

### Personnalités liées à la commune
- Bernard de Tiron (1046-1117), fondateur de l'abbaye qui porte son nom.
- André Guillaumin (1885-1974), botaniste, ancien propriétaire du collège militaire de l'abbaye.
- Stéphane Bern (1963-), chroniqueur radio et télévision, propriétaire du Collège royal et militaire depuis 2013[32], élu conseiller municipal de la commune[50].

### Héraldique
| Blason de Thiron-Gardais | Blason  | D'azur au dextrochère de carnation mouvant du flanc senestre et tenant une crosse pastorale de sinople (d'or) accompagnée de deux fleurs de lis d'or rangées en bande et de deux étoiles du même en barre. |
| Blason de Thiron-Gardais | Détails | Le statut officiel du blason reste à déterminer. |

### Anecdotes
Il est souvent fait référence aux anciens moines de Thiron dans le « Roman de Renart » ; en effet, les moines de Thiron étaient victimes de la satire dissimulée de cet ensemble de récits médiévaux.

## Pour approfondir